# Баррету, Марьяну
Марья́ну Жеро́ниму Барре́ту (порт. Mariano Jerónimo Barreto; 18 января 1957) — португальский футбольный тренер, имеет лицензию категории «Pro».

## Карьера
Работал тренером по физподготовке в московском «Локомотиве» в штабе Юрия Сёмина.
Возглавлял сборную Ганы со 2 февраля 2003 года до 6 сентября 2004 года, когда вернулся на родину руководить клубом «Маритиму» из города Фуншал, в котором работал до 19 марта 2005 года. 10 августа 2005 года переехал в ОАЭ, где возглавил местный клуб «Аль-Наср» из города Дубай, в котором, однако, работал недолго и уже 22 декабря того же года перешёл на работу в качестве помощника главного тренера в московское «Динамо», где проработал почти год, вплоть до 11 декабря 2006 года.
13 декабря 2006 года снова вернулся на родину, где возглавил клуб «Навал» из города Фигейра-да-Фош, тут он тоже проработал не очень долго, до 24 апреля 2007 года. 4 декабря 2007 года возглавил кипрский АЕЛ из города Лимасол, однако, на Кипре тоже проработал недолго, до 5 февраля 2008 года.
С 12 января 2009 года работал в «Кубани» ассистентом Сергея Овчинникова, из-за отсутствия у которого тренерской лицензии категории «Pro», на сезон Марьяну был формально заявлен в качестве главного тренера команды, а сам Сергей Овчинников в качестве его помощника. 30 мая 2009 года Баррету покинул клуб, причиной тому стали личные обстоятельства.
В июне 2009 года возглавил ангольский клуб из города Либоло «Рекреативо», с которым заключил контракт на 1,5 года.